# 一本の樹が遺したもの
『一本の樹が遺したもの』(The Legacy of Luna)は、2000年に出版されたジュリア・バタフライ・ヒル（en:Julia Butterfly Hill）の著作。材木会社の私有地にあるアメリカ杉の伐採を阻止しようとする女性の実話。樹上生活の2年間が、本人により書かれている。原書名の「Luna (ルナ)」とは、著者が暮らしたアメリカ杉に付けられた名前。

## 奥付
- 著者　ジュリア・バタフライ・ヒル(Julia Butterfly Hill)
- 訳者　きくちゆみ / 河田裕子
- 装幀　岩瀬　聡
- 発行所　株式会社現代思潮新社
- 出版日　2003年1月25日　初版第1刷
- 本文印刷　株式会社新栄堂
- 装本印刷　美和印刷株式会社
- 製本　榎本製本株式会社

- 判型　 (190*130)　ハードカバー／単行本　327ページ
- 定価　本体2,800円 + 税
- ISBN 4-329-00427-5
- タイトル　一本の樹が遺したもの (読仮名：レッドウッドがのこしたもの)
- 原著名　The Legacy of Luna

## 原著
原著は英語で記されている。英語版には、ハードカバー版とペーパーバック版がある。

## 著者
著者のジュリア・バタフライ・ヒルは、作家、詩人、活動家。サークルオブライフ財団の創始者。他の著作に「One Makes The Difference」がある。ミドルネームの「バタフライ」は森林名、活動名などといい、本人の考えたもの。